# محمد مبتول
محمد مبتول هو أستاذ وباحث جزائري في علم الاجتماع. يركز في أبحاثه على القضايا الاجتماعية والاقتصادية في الجزائر، بما في ذلك موضوعات العمل، الإدارة، التنمية، والحراك الاجتماعي. نشر مبتول العديد من الدراسات والمقالات الأكاديمية، وشارك في مشاريع بحثية وطنية ودولية تتعلق بالتنمية المستدامة والحكم الرشيد.

## سيرته
درس في الثمانينات علم الاجتماع و درسه في الجامعات الجزائرية و تحصل من جامعة باريس على شهادة الدكتوراة في 1980 برسالة تحت عنوان "المسيرة الطويلة للعمال الزراعيين: من المقاومة إلى البروليتارية إلى غزو الهوية (التحقيق في المناطق ذاتية الإدارة في غرب الجزائر" ، تساءل الراحل لقجاع لاحقًا عن العديد من الموضوعات بما في ذلك "التمدن" و "الاضطراب المجتمعي الذي يحمل روابط اجتماعية جديدة " يرجع له الفضل في اسهامات كبيرة طورت علم الاجتماع الحضري.
كان أستاذ علم الاجتماع في جامعة وهران 2، وباحث مشارك في وحدة البحث في العلوم الاجتماعية والصحة (GRAS). لغاية وفاته

## مؤلفاته

### مؤلفاته باللغة الفرنسية
- السوسيولوجيا و المجتمع الجزائري[3]
- مقالات متعددة في مجلة انسانيات - للأنثروبولوجيا و علم الاجتماع[4][5][6]
- المسيرة الطويلة للعمال الزراعيين: من المقاومة إلى البروليتارية إلى غزو الهوية (التحقيق في المناطق ذاتية الإدارة في غرب الجزائر"[7]

## وفاته
توفي في 9 نوفمبر 2020 بعد مرض عضال